# Higashimatsuyama
Higashimatsuyama (Japans: 東松山市, Higashimatsuyama-shi) is een stad in de Japanse prefectuur Saitama. 
De stad is op 1 juli 1954 opgericht en heeft twee stations: station Takasaka en station Higashi-Matsuyama aan de Tobu Tojo-lijn die een directe verbinding verzorgen naar station Ikebukuro in Toshima. Sinds 1967 is er een museum gevestigd dat de Hiroshimapanelen van het kunstenaarsechtpaar Maruki Iri en Maruki Toshi tentoonstelt. Dit zijn vijftien panelen gemaakt tussen 1950 en 1982 die de gevolgen van de atoombommen op Hiroshima en Nagasaki en andere nucleaire rampen uitbeelden. Sinds 1996 heeft Higashimatsuyama een stedenband met de Nederlandse stad Nijmegen. 

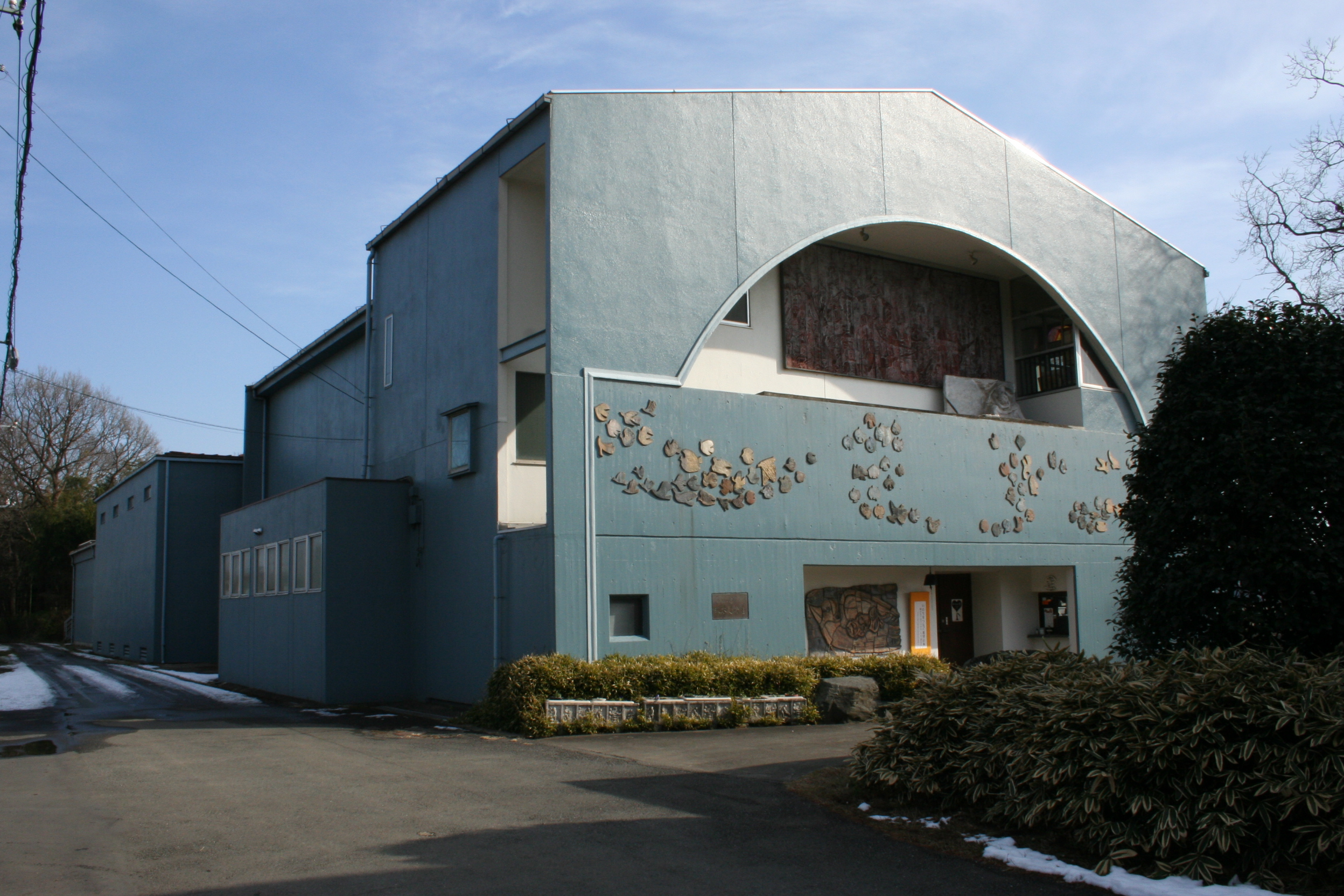
Maruki-museum

## Geboren
- Takaaki Kajita (1959), natuurkundige en Nobelprijswinnaar (2015)

Steden:
Ageo · Asaka · Chichibu · Fujimi · Fujimino · Fukaya · Gyoda · Hanno · Hanyu · Hasuda · Hidaka · Higashimatsuyama · Honjo · Iruma · Kasukabe · Kawagoe · Kawaguchi · Kazo · Kitamoto · Koshigaya · Konosu · Kuki · Kumagaya · Misato · Niiza · Okegawa · Saitama (hoofdstad) · Sakado · Satte · Sayama · Shiki · Shiraoka · Soka · Toda · Tokorozawa · Tsurugashima · Wako · Warabi · Yashio · Yoshikawa

Districten:
Chichibu · Hiki · Iruma · Kitaadachi · Kitakatsushika · Kodama · Minamisaitama · Osato
Gemeenten per district